# Janusz Rymwid-Mickiewicz
Janusz Rymwid-Mickiewicz (także Janusz Mickiewicz; ur. 2 października 1929 w Warszawie, zm. 12 lutego 2019 w Otwocku) – polski urzędnik państwowy i dyplomata, ambasador w Brazylii (1982–1986) i Portugalii (1992–1996).

## Życiorys
Janusz Rymwid-Mickiewicz był synem Józefa i Zofii. Ukończył studia na Wydziale Prawa i Administracji Uniwersytetu Warszawskiego. W 1953 rozpoczął pracę w Ministerstwie Spraw Zagranicznych. Pełnił funkcje konsula generalnego w Paryżu i w Londynie. Wielokrotnie uczestniczył w sesjach ONZ w Nowym Jorku jako delegat Polski. W latach 1982–1986 był ambasadorem RP w Brazylii. Od 1 czerwca 1990 do 25 maja 1992 pełnił funkcję dyrektora Departamentu Prawno-Traktatowego. Od 31 lipca 1992 do 1996 ambasador RP w Portugalii.
Zmarł 12 lutego 2019. Został pochowany na cmentarzu Powązkowskim w Warszawie.

## Odznaczenia
- Krzyż Oficerski Orderu Odrodzenia Polski[3]
- Krzyż Kawalerski Orderu Odrodzenia Polski (1979)[3][5]
- Krzyż Wielki Orderu Krzyża Południa[3]